# Gypsonomoides
Gypsonomoides är ett släkte av fjärilar. Gypsonomoides ingår i familjen vecklare.
Kladogram enligt Catalogue of Life:
| Gypsonomoides | \| \| Gypsonomoides delitana \| \| \| \| \| \| Gypsonomoides laetana \| \| \| \| \| \| Gypsonomoides pseudodelitana \| \| \| \| |
|               | \| \| Gypsonomoides delitana \| \| \| \| \| \| Gypsonomoides laetana \| \| \| \| \| \| Gypsonomoides pseudodelitana \| \| \| \| |
|               | Gypsonomoides delitana |
|               | |
|               | Gypsonomoides laetana |
|               | |
|               | Gypsonomoides pseudodelitana |
|               | |